# ايمامكتين
ايمامكتين Emamectin هو المشتق 4"-ديوكسي-4"ميتل امينو من أبامكتين،  يحضر عادةً على شكل ملح حمض البنزويك، ايمامكتين بنزوات، والذي هو عبارة عن مسحوق أبيض أو أصفر قليلاً. يستخدم ايمامكتين بشكل واسع في الولايات المتحدة وكندا كمبيد حشري نظراً لخصائصه المفعلة لقنوات الكلورايد.

## الاستخدامات
يستخدم ايمامكتين بشكل واسع للسيطرة على حرشفيات الأجنحة الضارة (وهي رتبة من الحشرات تتضمن الفراشات، العث) في المنتجات الزراعية في الولايات المتحدة، اليابان، كندا, وحديثاَ في تايوان. إن معدل التطبيق المنخفض المحتاج من المادة الفعالة (~6 غ/فدان) والطيف الواسع للفعالية كمبيد للحشرات أعطى ايمامكتين شعبية مهمة لدى المزارعين.

## علم السموم والاستقلاب
يعمل ايمامكتين كمفعّل لقنوات الكلور عبر الارتباط بمستقبل حمض غاما امينوبوتيريك (GABA) وقنوات الكلور ذات بوابات الغلوتامات معطّلةً الإشارات العصبية عند المفصليات.يحفّز المركب تحرر غابا من المشابك بين الخلايا العصبية وبينما يزيد أيضاً من ألفة غابا لمستقبلاتها على الغشاء بعد الموصل للخلايا العضلية عند الحشرات والمفصليات. ويزيد الارتباط الأقوى لغابا من نفاذية الخلايا لشوارد الكلور ضمن الخلية بسبب درجة التركيز منخفضة الضغط. ولذا ينخفض النقل العصبي بوساطة فرط الاستقطاب الناتج وبوساطة إزالة التنبيغ.